# Balaruc-les-Bains
Balaruc-les-Bains település Franciaországban, Hérault megyében. Lakosainak száma 7136 fő (2022. január 1.). Balaruc-les-Bains Frontignan, Balaruc-le-Vieux és Bouzigues községekkel határos.

## Népesség
A település népességének változása:
| Lakosok száma | 1830 | 4369 | 5013 | 6232 | 6878 | 6851 | 6751 | 6991 | 7115 | 7136 |
|               | 1968 | 1982 | 1990 | 2006 | 2013 | 2015 | 2017 | 2019 | 2020 | 2022 |